# Boetarius
Boetarius († um 623), auch Boetharius, Bet(h)arius oder Bertharius, französisch Béthaire, Berthaire oder Bohaire, war etwa von 594 bis 623 Bischof von Chartres. Über sein Leben ist wenig bekannt.
Boetarius war Kaplan Chlothars II., König der Franken, und zeitweise Gefangener von Theuderich II., König von Burgund.
Boetarius ist ein katholischer und orthodoxer Heiliger, sein Gedenktag ist der 2. August.
Boetarius ist Namensgeber der französischen Gemeinde Saint-Bohaire.